# Liste der Monuments historiques in Avillers (Vosges)
Die Liste der Monuments historiques in Avillers führt die Monuments historiques in der französischen Gemeinde Avillers auf.

## Liste der Objekte
| Bezeichnung | Beschreibung                             | Standort                          | Kennzeichnung | Schutzstatus | Datum | Bild |
| ----------- | ---------------------------------------- | --------------------------------- | ------------- | ------------ | ----- | ---- |
| Pietà       | Stein, erste Hälfte des 16. Jahrhunderts | in der Kirche St-Dominique (Lage) | PM88000035    | Classé       | 1960  |      |